# Kapuzinerkloster Mergentheim

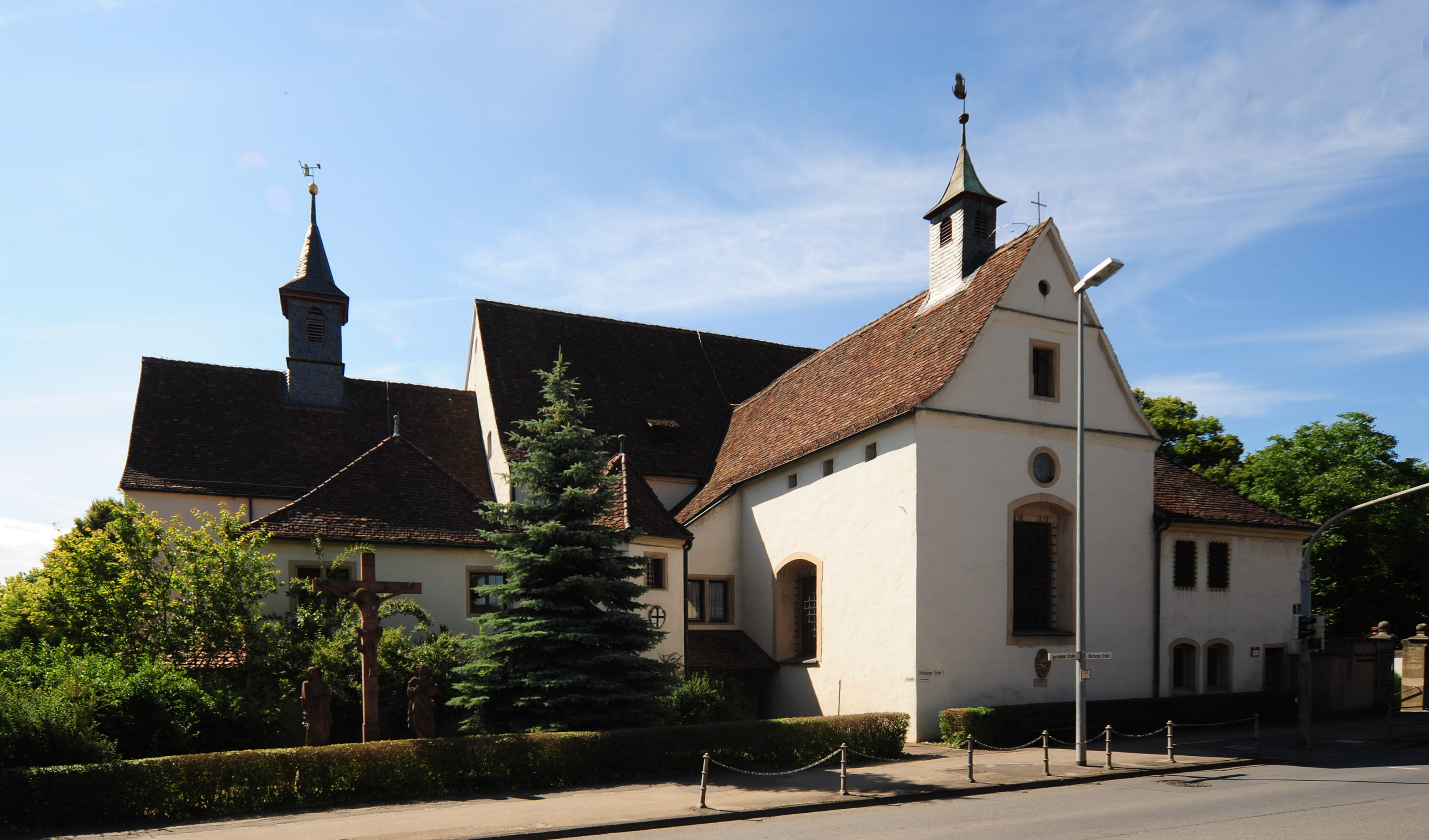
Die Kapuzinerkirche mit dem angrenzenden ehemaligen Kapuzinerkloster in Bad Mergentheim

Das Kapuzinerkloster Mergentheim war ein Kloster des Kapuzinerordens in Mergentheim, heute Bad Mergentheim, im Main-Tauber-Kreis in Baden-Württemberg.

## Geschichte
Die Geschichte des Mergentheimer Kapuzinerklosters war eng mit der Geschichte bzw. dem Schicksal des in der Stadt residierenden Deutschen Ordens verbunden. Im Jahre 1606 bewirkte Erzherzog Maximilian III., damals Regent in Innsbruck und zugleich Deutschmeister, am Provinzkapitel der Tiroler Kapuziner die Entsendung von zwei Patres nach Mergentheim. Diese übten für drei Monate eine Predigtmission aus. Der Nachfolger von Erzherzog Maximilian III., Hochmeister Johann Caspar von Stadion, berief die Kapuziner zur Rekatholisierung in den Orten des Deutschen Meistertums. Dieser ließ, nachdem der Mergentheimer Konvent 1627 gegründet wurde, für die Kapuziner vor dem Igersheimer Tor in Mergentheim in den Jahren 1628/29 das erste Kloster erbauen. Auf den Grundmauern der ersten Klosteranlage von 1628 wurde die zweite Klosteranlage 1636 errichtet. Das Kloster stand zunächst unter dem Patrozinium der heiligen Elisabeth von Thüringen, später Mariä Himmelfahrt. Letzteres steckten die Schweden im Jahre 1631 in Brand. Danach setzte sich der Deutsche Orden für den Wiederaufbau von 1636 bis 1637 ein unter dem Patrozinium Maria Hilf. Im Jahre 1641 wurde die Maria-Hilf-Kapelle errichtet. Die Mergentheimer Kapuzinerniederlassung unterstand ordensrechtlich bis ins Jahre 1668 der Tirolischen, bis 1711 der Bayerischen und bis 1809 der Fränkischen Ordensprovinz der Kapuziner. Seit ihrer Berufung im 17. Jahrhundert bis 1809 übten die Mergentheimer Patres das Predigtamt in der Hof- und Stadtkirche aus. Für die Deutschmeister waren sie daneben Beichtväter und Hofkapläne. Zu den Tätigkeiten zählten daneben noch Aushilfsseelsorge und Konvertitenunterricht in den Seelsorgestationen des Deutschen Ordens. Im Jahre 1635 setzte mit einer Kopie des Muttergottesbildes Maria Hilf von Passau die Wallfahrtsseelsorge ein, für die bis 1809 überwiegend die Deutschordenspriester zuständig waren. Im Jahre 1751 ließ Hochmeister Clemens August von Bayern das Kloster erneuern. Bis 1803 verband ein Holzgang das Schloss Mergentheim des Deutschen Ordens mit dem Kloster.  Nachdem im Jahre 1809 der Kapuzinerkonvents durch Beschluss des Königs von Württemberg aufgehoben wurde, blieb die Kirche als Gottesdienstraum erhalten. Das Kloster erlebte in der Folgezeit unterschiedliche Verwendungszwecke. Im Jahre 1920 kamen Kapuziner der Rheinisch-Westfälischen Ordensprovinz auf Bitten des Stadtpfarrers nach Mergentheim. Dreizehn Jahre später kauften diese das Klostergebäude. Nach dem Kauf durch einen Geistlichen ging es nach dessen Tod in den Besitz der Diözese Rottenburg überging und diente bis 1933 als Studienheim. Im Jahre 1934 wurden Kirche und Kapelle umgestaltet und 1954 renoviert. Bis 1971 folgten weitere Anpassungen gemäß den liturgischen Bestimmungen des Zweiten Vatikanums.
Der Hochmeister des Deutschen Ordens (1627 bis 1641), Johann Kaspar von Stadion, ist im Kloster bestattet. Auch das Herz des Hochmeisters (1682–1684) Johann Caspar von Ampringen wurde im Kloster beigesetzt, und es finden sich hier die Gräber von Kapuzinern.

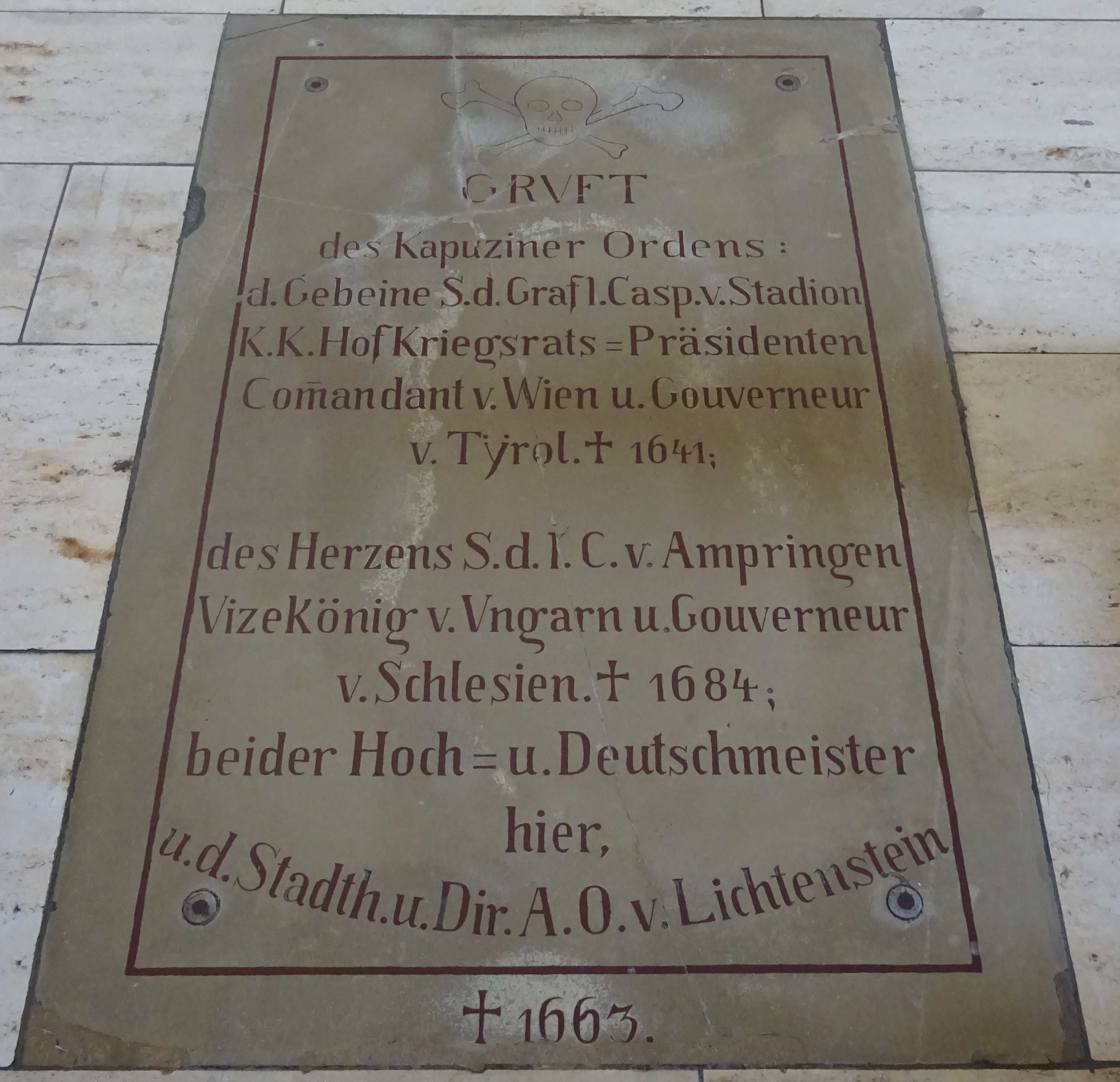
Gräber von Johann Kaspar von Stadion und Johann Caspar von Ampringen (Herz)

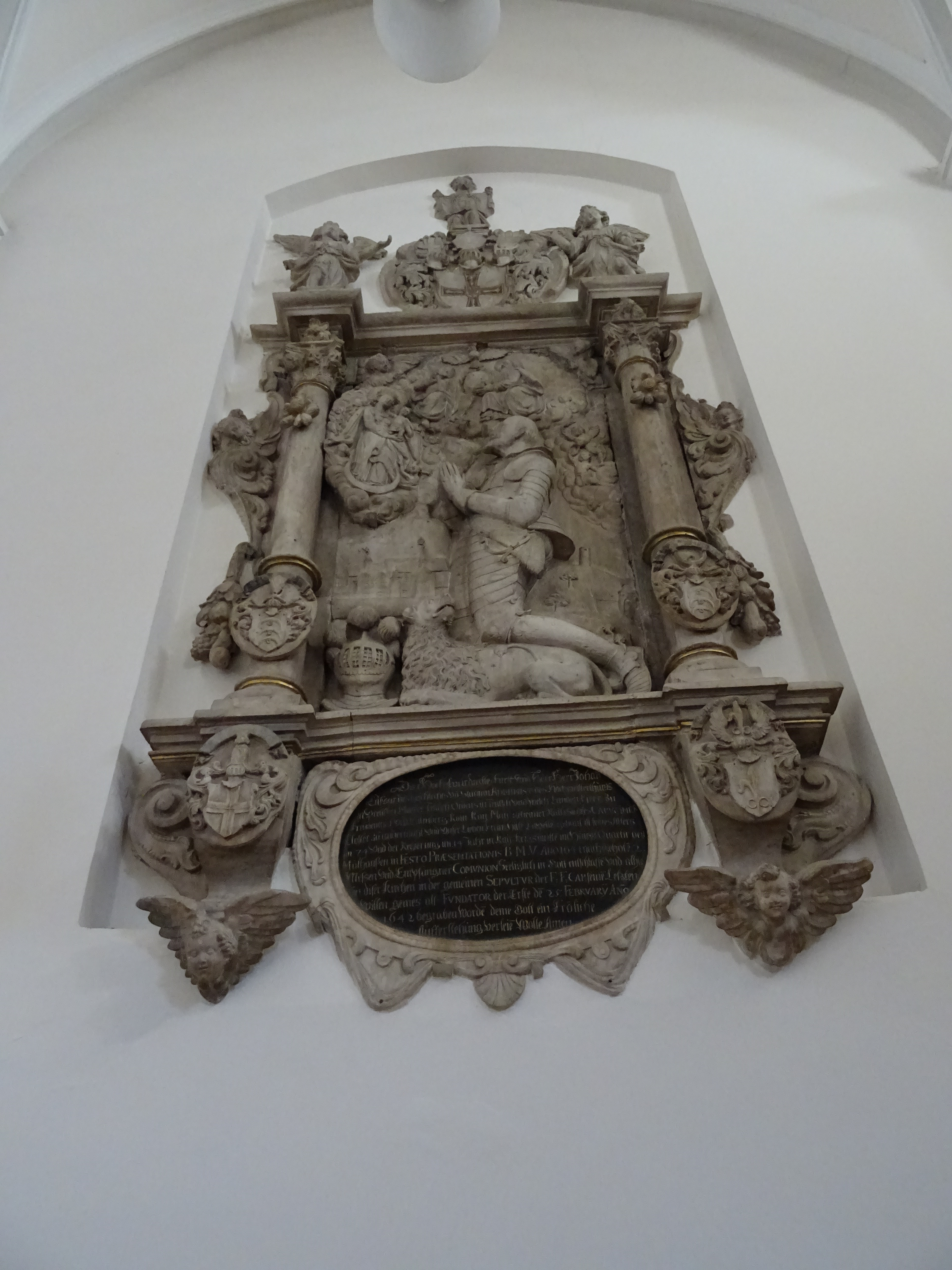
Epitaph des Hochmeisters Johann Kaspar von Stadion